# Spaanse parlementsverkiezingen

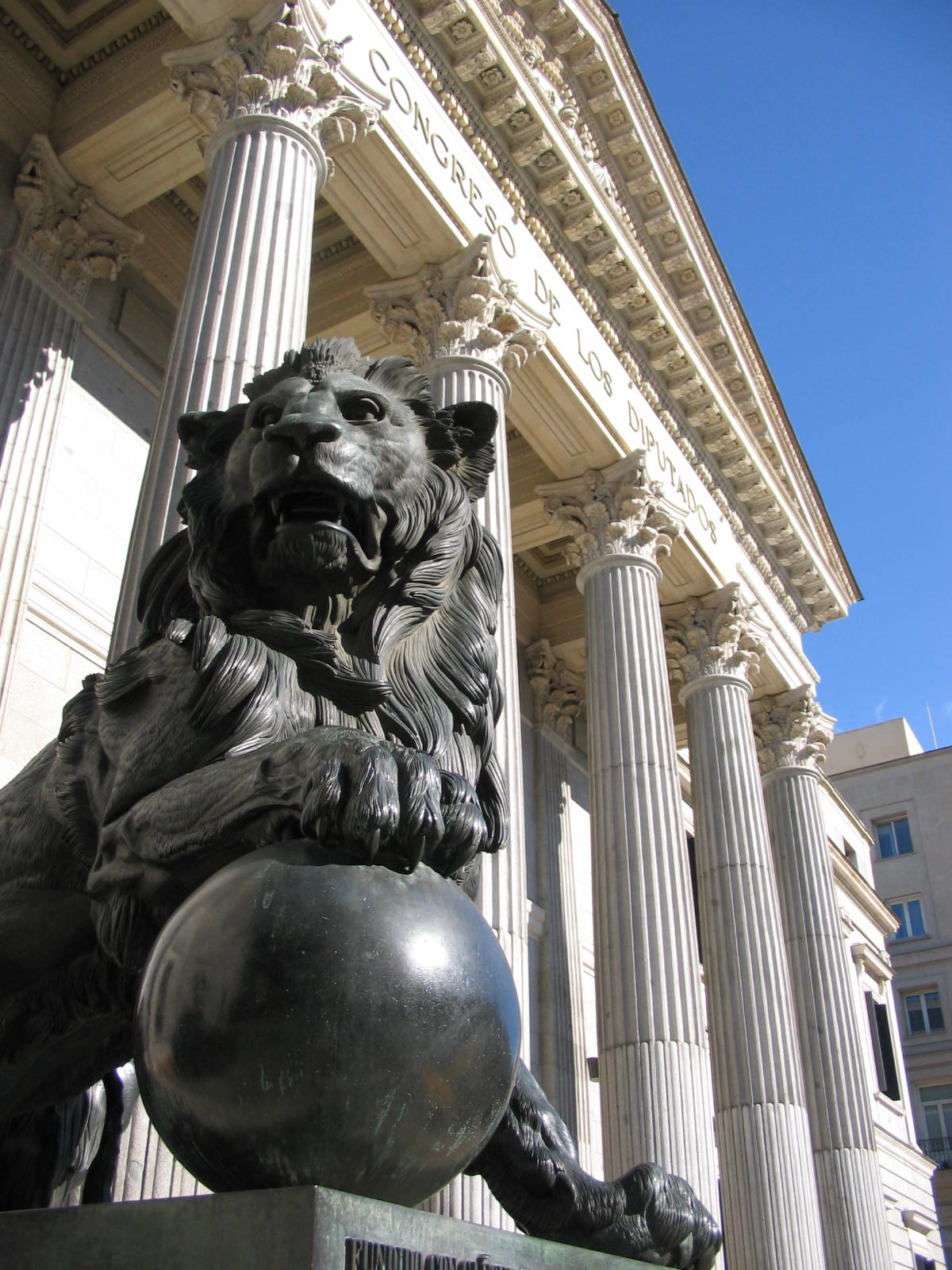
Voorzijde van het Spaanse congres

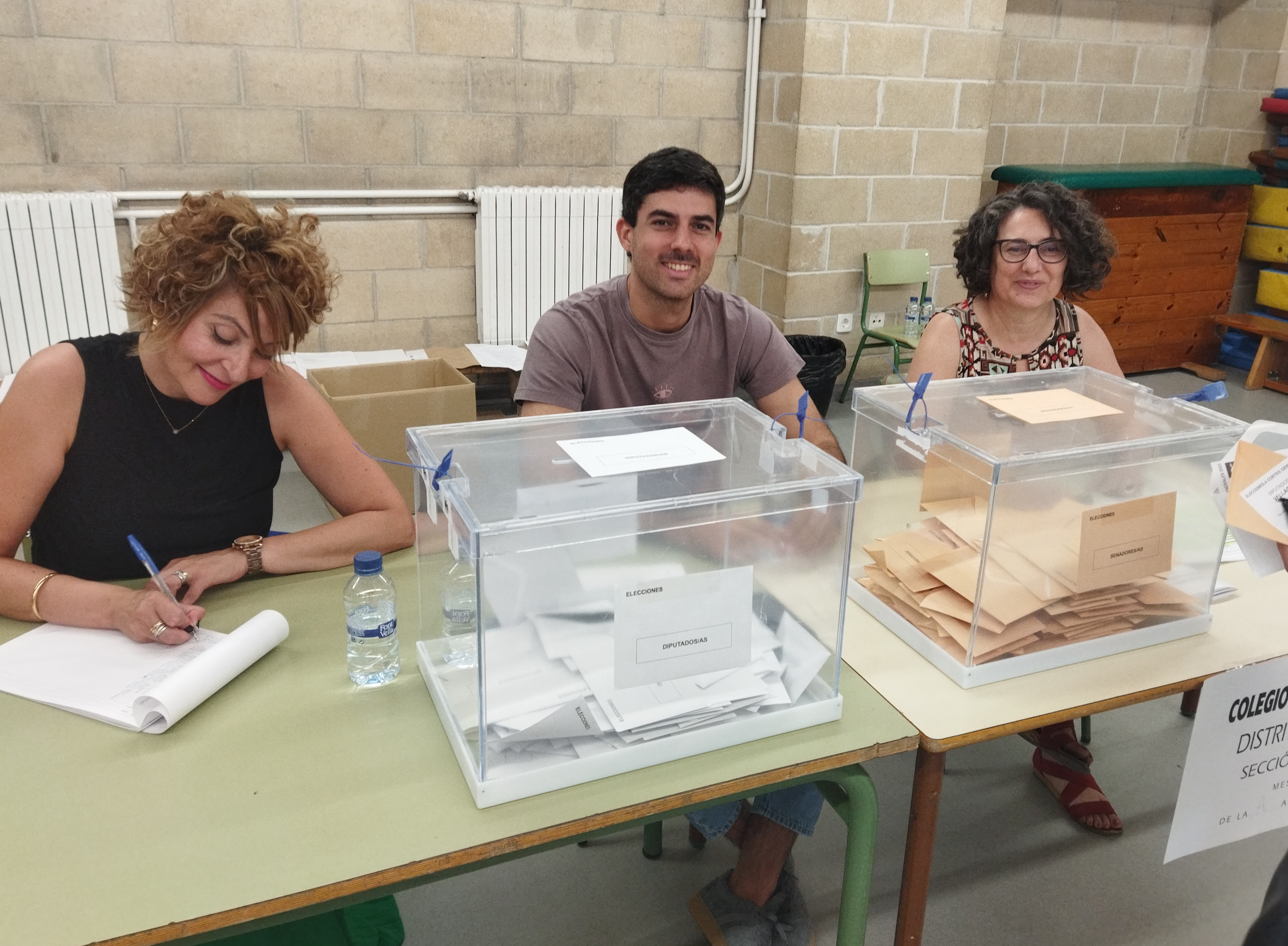
Kiestafel in 2023

De Spaanse parlementsverkiezingen zijn de landelijke verkiezingen in Spanje die de samenstelling van het Congres van Afgevaardigden en de Spaanse Senaat, gezamenlijk de Cortes Generales, vaststellen. Hiermee zijn het de belangrijkste (en enige) nationale verkiezingen van het land. Mits er geen vervroegde verkiezingen plaatsvinden of een herhaling van de verkiezingen door een mislukte regeringsformatie, worden deze verkiezingen elke vier jaar gehouden. Na elke parlementsverkiezing begint er een nieuwe legislatuurperiode. Voor de indeling in tijdvakken van de moderne geschiedenis van Spanje, spelen deze legislatuurperiodes een belangrijke rol.
Het congres wordt verkozen door middel van evenredige vertegenwoordiging en de senaat wordt door middel van een districtenstelsel met evenredige vertegenwoordiging. De parlementsverkiezingen zijn ook indirecte verkiezingen voor de minister-president, door het proces van regeringsformatie. In dat proces stelt de koning een kandidaat-minister-president voor, die dan in het congres zijn beleidsplannen voor de volgende legislatuurperiode uiteenzet en daarna met een meerderheid van stemmen verkozen moet worden.
Het kiesproces en -stelsel in Spanje is vastgelegd in de grondwet, en wordt verder uitgewerkt in de kieswet (LOREG). De kiesraad (junta electoral) houdt toezicht op het correcte verloop van de verkiezingen.

## Kiesrecht
Bijna iedereen ouder dan 18 jaar en met de Spaanse nationaliteit mag stemmen voor de Cortes Generales. Uitzonderingen zijn er voor personen die door de rechter onbekwaam zijn verklaard of die het stemrecht is ontnomen.
Zo kan ook iedereen ouder dan 18 jaar en met de Spaanse nationaliteit verkozen worden, behalve in de volgende gevallen:
- Lid van het koninklijk huis
- Bepaalde ambtsbekleders (waaronder onder andere leden van het Constitutioneel hof, het hooggerechtshof, de staatsraad, de ombudsman, lid van de kiesraad, directeur van de nationale bank of de publieke omroep, rechters, officieren van justitie, militairen in functie of actieve leden van de politie).
- Personen die een gevangenisstraf uitzitten.

Partijen die nog geen representatie hebben in de officiële vertegenwoordigingsorganen van de staat, moeten behalve aan de algemeen geldende voorwaarden te voldoen, ook handtekeningen verzamelen die overeenkomen met ten minste 0,1% van het electoraat van elk kiesdistrict waar ze zich presenteren.

## Kiesstelsel
Het kiesproces en -stelsel in Spanje is vastgelegd in de grondwet, en wordt verder uitgewerkt in de kieswet (LOREG). De kiesraad (junta electoral) houdt toezicht op het correcte verloop van de verkiezingen. Hiervoor worden er ook tijdelijke lokale kiesraden in het leven geroepen voor elke verkiezingen. De centrale kiesraad en de tijdelijke raden zijn onafhankelijke organen.
Een stembureau (in het Spaans een stemtafel genoemd: mesa electoral) bestaat uit drie leden: een voorzitter en twee gewone leden. Deze leden worden door loting uit het bevolkingsregister geselecteerd, en hieraan voldoen wordt gezien als burgerlijke plicht. Alleen in enkele gevallen, zoals uit gezondheidsredenen, kan men vrijstelling krijgen. Hoewel de verkiezingen in Spanje altijd op een zondag vallen, kan een burger indien nodig een betaalde vrije dag van het werk krijgen om de plicht te vervullen.
De parlementsverkiezingen in Spanje bepalen de samenstelling van zowel het congres als de senaat. Deze wordt voor elk van deze kamers op een andere manier berekend aan de hand van de verkiezingsuitslag.

## Uitschrijven van de verkiezingen
In principe worden verkiezingen elke vier jaar uitgeschreven, behalve als er redenen zijn om het eerder te doen. Dit kan zijn door het mislukken van de regeringsformatie of omdat de minister-president de beide kamers van de Cortes Generales heeft ontbonden. Dit kan de minister-president op elk gewenst moment doen, mits er minstens een jaar verlopen is sinds de laatste verkiezingen, en er geen motie van wantrouwen voorligt. In alle gevallen, dus bij het normaal aflopen van een regeringsperiode of in het geval van vervroegde verkiezingen, is het de minister-president die de nieuwe verkiezingen formeel uitschrijft en de datum bepaalt, na overleg met de ministerraad. In theorie zouden verkiezingen voor de senaat en het congres op verschillende momenten plaats kunnen vinden. In de praktijk is dit echter nog niet voorgekomen.
De verkiezingen vinden plaats 54 dagen na de publicatie van het besluit in het BOE, de Spaanse staatskrant. De verkiezingscampagne duurt twee weken en de dag voor de verkiezingen is er een pre-electorale stilte.

### Herhaling van de verkiezingen na een mislukte regeringsformatie
De duur van de regeringsformatie is in Spanje wettelijk begrensd. In het Spaanse systeem draagt de koning een kandidaat minister-president voor. Tijdens een speciale zitting van het congres, de sesión de investidura, zet deze kandidaat zijn project uiteen voor de komende legislatuurperiode. Daarna stemmen de afgevaardigden of deze kandidaat ook minister-president moet worden. Als hij of zij na twee stemrondes niet is aangenomen, begint er een periode van twee maanden, waarin andere afgevaardigden zich kandidaat kunnen stellen en middels een sesión de investidura proberen aangenomen te worden als minister-president. Indien er in die twee maanden geen enkele minister-president aan wordt gewezen in het congres, volgen er 47 dagen na het verstrijken van die termijn nieuwe verkiezingen.
Tot 2023 is dit twee maal voorgekomen: in 2016, toen de elfde legislatuurperiode slechts 5 maanden duurde, en in 2019 met de 13e legislatuurperiode, ook van vijf maanden.

## Congresverkiezing en -samenstelling

Aantal zetels per provincie

De leden van het congres worden verkozen door middel van evenredige vertegenwoordiging. Hierbij kan er gestemd worden op gesloten lijsten. Dat betekent dat men op het geheel van een lijst stemt, en niet op een individuele kandidaat op de lijst. De uitzondering hierop zijn Ceuta en Melilla die elk 1 vertegenwoordiger hebben. Dat is de persoon met de meeste stemmen, ook al heeft die geen meerderheid ("first-past-the-post"-systeem). De grondwet schrijft voor dat er tussen de 300 en 400 vertegenwoordigers zitting hebben in het congres. In de praktijk zijn dat er 350.
Spanje is ingedeeld in 52 kiesdistricten die overeenkomen met de provincies en de steden Ceuta en Melilla. Per provincie wordt het aantal volksvertegenwoordigers bepaald naar bevolkingsgrootte, met een minimum van 2 zetels. Hierbij levert Madrid de meeste vertegenwoordigers (37). Binnen elke provincie wordt de zetelverdeling bepaald aan de hand van de Methode-D'Hondt. Daarnaast is er een kiesdrempel van 3%. In de praktijk is dit alleen van toepassing in de grote provincies Barcelona en Madrid, aangezien in kleinere provincies minder zetels te verdelen zijn, waardoor een partij met 3% van de stemmen toch geen zetel kan halen.
Dit systeem heeft een aantal problemen. Door de berekening van het aantal zetels per provincie bovenop het minimum van twee zetels, zijn dunbevolkte provincies oververtegenwoordigd, en dichtbevolkte provincies juist ondervertegenwoordigd. Door de hoeveelheid kieskringen, zijn er veel provincies die voor weinig zetels stemmen. In die provincies gaan deze zetels altijd naar de grootste twee partijen, of zelfs alleen naar de grootste partij (in een provincie met 3 zetels, moet een partij ten minste 25% van de stemmen halen om een zetel te krijgen). Dit werkt zeer sterk in het voordeel van de grote partijen. En door deze situatie gaan er ook veel stemmen verloren.

## Senaatsverkiezing en -samenstelling

Aantal senatoren per provincie dat direct wordt gekozen

Aantal senatoren dat door de autonome gemeenshappen wordt benoemt

De senaat bestaat uit een variabel aantal volksvertegenwoordigers. Een deel van hen wordt direct gekozen, en een ander deel wordt aangesteld door de autonome gemeenschappen (de regio's).
Het direct gekozen deel van de senaat wordt ook verkozen door middel van evenredige vertegenwoordiging. Hierbij hebben de meeste provincies vier senatoren, behalve de grote eilanden, die er elk drie hebben, en de kleinere met elk een. Ceuta en Melilla vaardigen elk 2 senatoren af. Voor deze verkiezingen maakt men gebruik van open lijsten. Hierdoor heeft de kiezer invloed op de bezetting van senaatsfractie. De kiezer mag een stem minder uitbrengen dan het aantal senatoren dat zijn of haar kieskring afvaardigt. In kieskringen met vier senatoren, kan de kiezer dus drie stemmen uitbrengen, in kringen met drie senatoren twee, en in de rest slechts een enkele stem. De kandidaten met de meeste stemmen zijn verkozen.
De benoemde senatoren worden gekozen door de parlementen van de verschillende regio's. Hierbij krijgt elke regio ten minste 1 senator, en daarbij nog een senator per miljoen inwoners.

## Parlementsverkiezingen sinds de herinvoering van de democratie
Hieronder een overzicht van de parlementsverkiezingen sinds de herinvoering van de democratie in 1978, met een samenvatting van de uitslag.
| Verkiezingen                                 | Uitslag per district (Congres) | Samenstelling congres* | Samenstelling senaat* |
| -------------------------------------------- | ------------------------------ | ---------------------- | --------------------- |
| Spaanse parlementsverkiezingen 1977          |                                |                        |                       |
| Spaanse parlementsverkiezingen 1979          |                                |                        |                       |
| Spaanse parlementsverkiezingen 1982          |                                |                        |                       |
| Spaanse parlementsverkiezingen 1986          |                                |                        |                       |
| Spaanse parlementsverkiezingen 1989          |                                |                        |                       |
| Spaanse parlementsverkiezingen 1993          |                                |                        |                       |
| Spaanse parlementsverkiezingen 1996          |                                |                        |                       |
| Spaanse parlementsverkiezingen 2000          |                                |                        |                       |
| Spaanse parlementsverkiezingen 2004          |                                |                        |                       |
| Spaanse parlementsverkiezingen 2008          |                                |                        |                       |
| Spaanse parlementsverkiezingen 2011          |                                |                        |                       |
| Spaanse parlementsverkiezingen 2015          |                                |                        |                       |
| Spaanse parlementsverkiezingen 2016          |                                |                        |                       |
| Spaanse parlementsverkiezingen april 2019    |                                |                        |                       |
| Spaanse parlementsverkiezingen november 2019 |                                |                        |                       |
| Spaanse parlementsverkiezingen 2023          |                                |                        |                       |

* Legenda van de kleuren in het kaartje van de uitslag per district